# Zusters Augustinessen
Die Ordensgemeinschaft der Zusters Augustinessen, vor allem in der Krankenpflege tätig, ist die erste Zwartzustersgemeinschaft in Afrika (Kongo).
1960 gründeten die Zwartzusters von Dendermonde eine Missionsstation in Doruma, die 1962 ein eigenes Noviziat erhielt. Da sich die Verhältnisse äußerst günstig entwickelten, zahlreiche Eintritte zu verzeichnen waren und weitere Stationen übernommen werden konnten, begannen seit 1980 konkrete Vorbereitungen zur Bildung einer eigenständigen Kongregation in Afrika. Nachdem sie sich 1988 eine eigene Konstitutionen gegeben hatten, wurden sie 1991 zu einer selbständigen Kongregation.